# Joseph Greenspan
Joseph Greenspan (Summit, 12 september 1992) is een Amerikaans voetballer die bij voorkeur als verdediger speelt. In 2015 tekende hij een contract bij Colorado Rapids.

## Clubcarrière
Op 15 januari 2015 werd Greenspan als zesentwintigste gekozen in de MLS SuperDraft 2015 door Colorado Rapids. Aangezien hij aangetrokken werd vanuit de United States Naval Academy besloot hij zijn professionele voetbalcarrière uit te stellen om eerst zijn militaire plicht te vervullen. Op 5 juni 2015 kwamen Colorado Rapids en de marine tot een overeenkomst waarbij Greenspan zowel bij de club kon voetballen als zijn militaire plicht vervullen. Zijn debuut maakte hij op 16 juni 2015 tegen Colorado Springs Switchbacks, een wedstrijd in de U.S. Open Cup. Zijn debuut in de Major League Soccer maakte hij op 25 juni 2015 tegen Orlando City.